# Ancuiam Lopes
Ancuiam Lopes (ur. 6 marca 1991) – lekkoatleta Gwinei Bissau, sprinter.
Medalista mistrzostw Portugalii.

## Rekordy życiowe
- Bieg na 60 metrów (hala) – 6,65 (2018)
- Bieg na 100 metrów (stadion) – 10,36 (2013) rekord Gwinei Bissau[1]
- Bieg na 200 metrów (stadion) – 21,69 (2013)